# سوقومون سیمونیان
سرتیپ سوقومون سیمونیان (ارمنی: Սուղոմոն Սիմոնյան) ملقب به سلیمان‌خان ارمنی ارمنی: Սուլեյման Խան) در سال ۱۸۵۸ میلادی (۱۲۳۷ خورشیدی) به دنیا آمد. وی در دورهٔ قاجار با درجهٔ سرتیپی رهبر ارکستر نظامی بود و تحصیلات موسیقی خود را در پاریس گذراند. سلیمان‌خان از نخستین و بهترین شاگردهای لومر بود. وی قره‌نی کوچک می‌زد و پیانو می‌نواخت و در تعلیم تمام اسباب‌های بادی دست داشت. سلیمان‌خان بعدها رئیس موسیقی عبدالحسین میرزا فرمانفرما شد و برای آوردن آلات موزیک نظام سفری به خارج ایران رفت. وی مدتی هم رئیس موزیک علاء الدوله و چندی نیز رئیس موزیک گارد سلطنتی بود. حسین سنجری از شاگردان وی بوده است. سوقومون سیمونیان در سال ۱۹۳۳ (۱۳۱۲) درگذشت.